# العلاقات الإثيوبية الليبية
العلاقات الإثيوبية الليبية هي العلاقات الثنائية التي تجمع بين إثيوبيا وليبيا.

## مقارنة بين البلدين
هذه مقارنة عامة ومرجعية للدولتين:
| وجه المقارنة                                              | إثيوبيا                        | ليبيا                                       |
| --------------------------------------------------------- | ------------------------------ | ------------------------------------------- |
| المساحة (كم2)                                             | 1.10 مليون                     | 1.76 مليون                                  |
| عدد السكان (نسمة)                                         | 104.96 مليون                   | 6.37 مليون                                  |
| الكثافة السكانية (ن./كم²)                                 | 95.42                          | 3.62                                        |
| العاصمة                                                   | أديس أبابا                     | طرابلس                                      |
| اللغة الرسمية                                             | اللغة الأمهرية                 | اللغة العربية، اللغة العربية الفصحى الحديثة |
| العملة                                                    | بير إثيوبي                     | دينار ليبي                                  |
| الناتج المحلي الإجمالي (بليون دولار)                      | 80.56 مليار                    | 50.98 مليار                                 |
| الناتج المحلي الإجمالي (تعادل القوة الشرائية) بليون دولار | 161.90 مليار                   | 69.32 مليار                                 |
| الناتج المحلي الإجمالي الاسمي للفرد دولار أمريكي          | 619                            |                                             |
| الناتج المحلي الإجمالي للفرد دولار أمريكي                 | 1.50 ألف                       | 15.60 ألف                                   |
| مؤشر التنمية البشرية                                      | 0.442                          | 0.724                                       |
| رمز المكالمات الدولي                                      | +251                           | +218                                        |
| رمز الإنترنت                                              | .et                            | .ly                                         |
| المنطقة الزمنية                                           | ت ع م+03:00، توقيت شرق أفريقيا | ت ع م+02:00، توقيت شرق أوروبا               |

## منظمات دولية مشتركة
يشترك البلدان في عضوية مجموعة من المنظمات الدولية، منها:
| علم المنظمة | اسم المنظمة                        | تاريخ انضمام إثيوبيا | تاريخ انضمام ليبيا |
| ----------- | ---------------------------------- | -------------------- | ------------------ |
|             | الاتحاد البريدي العالمي            | ?                    | ?                  |
|             | مؤسسة التنمية الدولية              | 11 أبريل 1961        | 1 أغسطس 1961       |
|             | منظمة حظر الأسلحة الكيميائية       | ?                    | ?                  |
|             | الأمم المتحدة                      | 13 نوفمبر 1945       | 14 ديسمبر 1955     |
|             | الاتحاد الأفريقي                   | ?                    | ?                  |
|             | وكالة ضمان الاستثمار متعدد الأطراف | 13 أغسطس 1991        | 5 أبريل 1993       |
|             | منظمة الشرطة الجنائية الدولية      | ?                    | ?                  |
|             | مؤسسة التمويل الدولية              | 20 يوليو 1956        | 18 سبتمبر 1958     |
|             | البنك الدولي للإنشاء والتعمير      | 27 ديسمبر 1945       | 17 سبتمبر 1958     |
|             | الاتحاد الدولي للاتصالات           | 20 فبراير 1932       | 3 فبراير 1953      |
|             | البنك الإفريقي للتنمية             | ?                    | ?                  |
|             | يونسكو                             | 1 يوليو 1955         | 27 يونيو 1953      |

## وصلات خارجية
- موقع وزارة الخارجية الإثيوبية
- موقع وزارة الخارجية الليبية